# Dirichlet-sor
A matematikában Dirichlet-sor minden sor, ami
{\displaystyle \sum _{n=1}^{\infty }{\frac {a_{n}}{n^{s}}},}
alakú. Itt s komplex, és a egy komplex sorozat. Az általános Dirichlet-sor speciális esete.
Az analitikus számelméletben a Dirichlet-sornak számos meghatározó szerepe van. A Riemann-féle zéta-függvényt és a Dirichlet-féle L-függvényt is ilyen sorozatokkal definiálják. Azt sejtik, hogy a sorok Selberg-osztálya az általánosított Riemann-hipotézisnek engedelmeskedik. A sort Peter Gustav Lejeune Dirichlet után nevezték el.

## Kombinatorikai jelentősége
A Dirichlet-sorozatok generátorsorozatként használhatók súlyozott halmazok leszámlálásához, ha az elemek súlya összeszorzódik a Descartes-szorzatban.
Ha A w: A → N függvények halmaza, ami súlyt rendel minden elemhez, akkor a súlyfüggvény szerint tetszőleges természetes szám ősképe véges halmaz. A súlyozott halmaz egy (A,w) alakú halmaz, ahol A és w megfelel a fenti tulajdonságoknak. Legyen továbbá an az A halmaz n súlyú elemeinek halmaza. Ekkor A w szerinti formális Dirichlet-féle generátorsora
{\displaystyle {\mathfrak {D}}_{w}^{A}(s)=\sum _{a\in A}{\frac {1}{w(a)^{s}}}=\sum _{n=1}^{\infty }{\frac {a_{n}}{n^{s}}}}
Ha A, B egy (U, w) súlyozott halmaz diszjunkt részhalmazai, akkor uniójuk Dirichlet-sora a két részhalmaz Dirichlet-sorának összege:
{\displaystyle {\mathfrak {D}}_{w}^{A\uplus B}(s)={\mathfrak {D}}_{w}^{A}(s)+{\mathfrak {D}}_{w}^{B}(s).}
Továbbá, ha (A, u) és (B, v) súlyozott halmazok, akkor definiálhatjuk a Descartes-szorzatukat a következőképpen:
Legyen a súlyfüggvény w: A × B → N, {\displaystyle w(a,b)=u(a)v(b),}, és a tartóhalmaz {\displaystyle A\times B}. Ekkor:
{\displaystyle {\mathfrak {D}}_{w}^{A\times B}(s)={\mathfrak {D}}_{u}^{A}(s)\cdot {\mathfrak {D}}_{v}^{B}(s).},
ami annak következménye, hogy {\displaystyle n^{-s}\cdot m^{-s}=(nm)^{-s}.}.

## Példák
A legismertebb Dirichlet-sor a Riemann-féle zéta-függvényt definiálja:
{\displaystyle \zeta (s)=\sum _{n=1}^{\infty }{\frac {1}{n^{s}}},}
A konvergenciatartománytól eltekintve:
{\displaystyle {\begin{aligned}\zeta (s)&={\mathfrak {D}}_{\mathrm {id} }^{\mathbb {N} }(s)=\prod _{p\,\mathrm {prim} }{\mathfrak {D}}_{\mathrm {id} }^{\{p^{n}:n\in \mathbb {N} \}}(s)=\prod _{p\,\mathrm {prim} }\sum _{n\in \mathbb {N} }{\mathfrak {D}}_{\mathrm {id} }^{\{p^{n}\}}(s)\\&=\prod _{p\,\mathrm {prim} }\sum _{n\in \mathbb {N} }{\frac {1}{(p^{n})^{s}}}=\prod _{p\,\mathrm {prim} }\sum _{n\in \mathbb {N} }\left({\frac {1}{p^{s}}}\right)^{n}=\prod _{p\,\mathrm {prim} }{\frac {1}{1-p^{-s}}}\end{aligned}},}
mivel minden természetes szám egyértelműen felbontható prímhatványok szorzatára. Ez a tény insipálta az Euler-szorzatot.
Ismert továbbá, hogy:
{\displaystyle {\frac {1}{\zeta (s)}}=\sum _{n=1}^{\infty }{\frac {\mu (n)}{n^{s}}}}
ahol µ a Möbius-függvény. Ez és több más sorozat a Möbius-féle megfordítási formula és a Dirichlet-konvolúció ismert sorozatokra való alkalmazásával megkapható. Ha χ(n) egy Dirichlet-karakter, akkor
{\displaystyle {\frac {1}{L(\chi ,s)}}=\sum _{n=1}^{\infty }{\frac {\mu (n)\chi (n)}{n^{s}}}}
ahol L(χ, s) a Dirichlet-féle L-függvény.
Egy másik példa:
{\displaystyle {\frac {1}{\zeta (s)}}=\sum _{n=1}^{\infty }{\frac {\mu (n)}{n^{s}}}}
Továbbá:
{\displaystyle {\frac {\zeta (s-1)}{\zeta (s)}}=\sum _{n=1}^{\infty }{\frac {\varphi (n)}{n^{s}}}}
ahol φ(n) az Euler-függvény,
{\displaystyle {\frac {\zeta (s-k)}{\zeta (s)}}=\sum _{n=1}^{\infty }{\frac {J_{k}(n)}{n^{s}}}}
ahol Jk a Jordan-függvény, és
{\displaystyle \zeta (s)\zeta (s-a)=\sum _{n=1}^{\infty }{\frac {\sigma _{a}(n)}{n^{s}}}}
{\displaystyle {\frac {\zeta (s)\zeta (s-a)\zeta (s-2a)}{\zeta (2s-2a)}}=\sum _{n=1}^{\infty }{\frac {\sigma _{a}(n^{2})}{n^{s}}}}
{\displaystyle {\frac {\zeta (s)\zeta (s-a)\zeta (s-b)\zeta (s-a-b)}{\zeta (2s-a-b)}}=\sum _{n=1}^{\infty }{\frac {\sigma _{a}(n)\sigma _{b}(n)}{n^{s}}}}
ahol σa(n) az osztóösszeg-függvény.
A d=σ0 specializációval
{\displaystyle \zeta ^{2}(s)=\sum _{n=1}^{\infty }{\frac {d(n)}{n^{s}}}}
{\displaystyle {\frac {\zeta ^{3}(s)}{\zeta (2s)}}=\sum _{n=1}^{\infty }{\frac {d(n^{2})}{n^{s}}}}
{\displaystyle {\frac {\zeta ^{4}(s)}{\zeta (2s)}}=\sum _{n=1}^{\infty }{\frac {d(n)^{2}}{n^{s}}}.}
A zétafüggvény logaritmusa:
{\displaystyle \log \zeta (s)=\sum _{n=2}^{\infty }{\frac {\Lambda (n)}{\log(n)}}\,{\frac {1}{n^{s}}}}
minden Re(s) > 1-re. Itt Λ(n) a von Mangoldt-függvény. A logaritmikus derivált:
{\displaystyle {\frac {\zeta ^{\prime }(s)}{\zeta (s)}}=-\sum _{n=1}^{\infty }{\frac {\Lambda (n)}{n^{s}}}.}
Az utóbbi kettő a Dirichlet-sorok deriváltjainak általánosabb kapcsolatának speciális esetei.
A λ(n) Liouville-függvény esetén:
{\displaystyle {\frac {\zeta (2s)}{\zeta (s)}}=\sum _{n=1}^{\infty }{\frac {\lambda (n)}{n^{s}}}.}
Egy másik példa a Ramanujan-összegről:
{\displaystyle {\frac {\sigma _{1-s}(m)}{\zeta (s)}}=\sum _{n=1}^{\infty }{\frac {c_{n}(m)}{n^{s}}}.}
Még egy példa a Möbius-függvénnyel:
{\displaystyle {\frac {\zeta (s)}{\zeta (2s)}}=\sum _{n=1}^{\infty }{\frac {|\mu (n)|}{n^{s}}}\equiv \sum _{n=1}^{\infty }{\frac {\mu ^{2}(n)}{n^{s}}}.}

## Formális Dirichlet-sorok
Egy R gyűrű feletti formális Dirichlet-sor kapcsolatba hozható egy bizonyos függvénnyel (jelöljük a-val), ami a pozitív egészek halmazából R-be képez.
{\displaystyle D(a,s)=\sum _{n=1}^{\infty }a(n)n^{-s}\ }
ahol az összeadás és szorzás definíciója:
{\displaystyle D(a,s)+D(b,s)=\sum _{n=1}^{\infty }(a+b)(n)n^{-s}\ }
{\displaystyle D(a,s)\cdot D(b,s)=\sum _{n=1}^{\infty }(a*b)(n)n^{-s}\ }
ahol
{\displaystyle (a+b)(n)=a(n)+b(n)\ }
a pontonkénti összeg, és
{\displaystyle (a*b)(n)=\sum _{k|n}a(k)b(n/k)\ }
a és b Dirichlet-konvolúciója.
A formális Dirichlet-sorok gyűrűje, sőt algebrája R fölött Ω, ahol az azonosan nulla függvény a nullelem, és δ(1)=1, δ(n)=0 minden n>1-re az egységelem. A gyűrű egy eleme invertálható, ha a(1) invertálható R-ben. Ha R kommutatív, akkor Ω is; ha R integritási tartomány, akkor Ω is az. A nem nulla multiplikatív függvények az egységek részcsoportjának részcsoportját alkotják Ω-ban. A komplex számok fölötti Dirichlet-sorozatok gyűrűje izomorf a megszámlálható sok változós formális hatványsorok gyűrűjével.

## Konvergencia
Legyen {an}n ∈ N. Vizsgáljuk azt a tartományt, ahol
{\displaystyle f(s)=\sum _{n=1}^{\infty }{\frac {a_{n}}{n^{s}}}}
előáll, mint a komplex s változó függvénye. Figyelembe véve a fenti sor konvergenciatulajdonságát: ha {an}n ∈ N komplex számok korlátos sorozata, akkor a fent definiált f abszolút konvergens a Re(s) > 1 felső félsíkján. Általában, ha an = O(nk), akkor a sor abszolút konvergens a Re(s) > k + 1 felső félsíkján.
Ha az an + an + 1 + ... + an + k összeg korlátos n-ben és k ≥ 0, akkor a fenti végtelen sorozat konvergál a Re(s) > 0 felső félsíkján.
Mindkét esetben f analitikus a fenti tartományokon.
Általában, a Dirichlet-sor konvergenciaabszcisszája a valós tengely metszete a függőleges egyenessel, amelynek a jobb oldalán a sorozat konvergál, és amitől balra divergál. Ez a Dirichlet-sorokra a hatványsorok konvergenciasugarának analogonja. A Dirichlet-sorok esete bonyolultabb, mert az abszolút konvergencia és az egyenletes konvergencia félsíkja különbözhet.
Sok esetben a Dirichlet-sor által definiált függvény analitikusan folytatható egy nagyobb tartományon.

## Deriválás
Adott
{\displaystyle F(s)=\sum _{n=1}^{\infty }{\frac {f(n)}{n^{s}}}}
függvény esetén megmutatható, hogy
{\displaystyle F'(s)=-\sum _{n=1}^{\infty }{\frac {f(n)\log(n)}{n^{s}}}}
feltéve, hogy a jobb oldal konvergál. Ha ƒ(n) teljesen multiplikatív, és feltesszük, hogy a sor konvergál minden Re(s) > σ0-ra,akkor
{\displaystyle {\frac {F^{\prime }(s)}{F(s)}}=-\sum _{n=1}^{\infty }{\frac {f(n)\Lambda (n)}{n^{s}}}}
konvergál Re(s) > σ0-n. Itt Λ(n) a von Mangoldt-függvény.

## Integráltranszformációk
A Dirichlet-sor Mellin-transzformációját a Perron-képlet adja meg.

## Kapcsolat a hatványsorokkal
Az an sorozat, amit egy olyan Dirichlet-sor, mint generátorfüggvény generál, ami megfelel a következőnek:
{\displaystyle \zeta (s)^{m}=\sum _{n=1}^{\infty }{\frac {a_{n}}{n^{s}}}}
ahol ζ(s) a Riemann-féle zéta-függvény, akkor an közönséghes generátorfüggvénye
{\displaystyle \sum \limits _{n=1}^{\infty }a_{n}x^{n}=x+{m \choose 1}\sum \limits _{a=2}^{\infty }x^{a}+{m \choose 2}\sum \limits _{a=2}^{\infty }\sum \limits _{b=2}^{\infty }x^{ab}+{m \choose 3}\sum \limits _{a=2}^{\infty }\sum \limits _{b=2}^{\infty }\sum \limits _{c=2}^{\infty }x^{abc}+{m \choose 4}\sum \limits _{a=2}^{\infty }\sum \limits _{b=2}^{\infty }\sum \limits _{c=2}^{\infty }\sum \limits _{d=2}^{\infty }x^{abcd}+...}

## Fordítás
- Ez a szócikk részben vagy egészben  a   Dirichlet series című angol Wikipédia-szócikk fordításán alapul.  Az eredeti cikk szerkesztőit annak laptörténete sorolja fel. Ez a jelzés csupán a megfogalmazás eredetét és a szerzői jogokat jelzi, nem szolgál a cikkben szereplő információk forrásmegjelöléseként.